# ألفرد ليزلي
ألفرد ليزلي (بالإنجليزية: Alfred Leslie)‏ هو رسام ومخرج أمريكي، ولد في 29 أكتوبر 1927 في نيويورك في الولايات المتحدة.

## وصلات خارجية
- ألفرد ليزلي على موقع IMDb (الإنجليزية)
- ألفرد ليزلي على موقع ألو سيني (الفرنسية)
- ألفرد ليزلي على موقع أول موفي (الإنجليزية)
- ألفرد ليزلي على موقع قاعدة بيانات الأفلام السويدية (السويدية)
- ألفرد ليزلي على موقع قاعدة بيانات الفيلم (الإنجليزية)
- ألفرد ليزلي على موقع كينوبويسك (الروسية)